# Over the Top
Over the Top – pierwszy album studyjny południowokoreańskiej grupy Infinite, wydany 21 lipca 2011 roku przez wytwórnię Woollim Entertainment. Płytę promował singel „Be Mine”. Sprzedał się w nakładzie 57 111 egzemplarzy w Korei Południowej (stan na grudzień 2011 roku).
26 września 2011 roku album został wydany ponownie pod nowym tytułem Paradise i zawierał dodatkowo trzy nowe utwory, w tym główny singel – „Paradise”. Sprzedał się w nakładzie 122 406 egzemplarzy w Korei Południowej (stan na lipiec 2014 roku).

## Lista utworów

### Over the Top
| Nr  | Tytuł                                            | Słowa                    | Kompozycja                | Aranżacja                                  | Czas      |
| --- | ------------------------------------------------ | ------------------------ | ------------------------- | ------------------------------------------ | --------- |
| 1.  | "Over The Top"                                   |                          | J.Yoon                    | J.Yoon                                     | 0:51      |
| 2.  | "Naekkeohaja" (kor. 내꺼하자, ang. Be Mine)      | Song Soo-yoon            | Han Jae-ho, Kim Seung-soo | Han Jae-ho, Kim Seung-soo, Hong Seung-hyun | 3:25      |
| 3.  | "3 Bunui 1" (kor. 3 분의 1)                      | Song Soo-yoon            | Han Jae-ho, Kim Seung-soo | Han Jae-ho, Kim Seung-soo, Hong Seung-hyun | 3:22      |
| 4.  | "Tic Toc"                                        | Kim Ea-na                | J.Yoon                    | J.Yoon                                     | 3:32      |
| 5.  | "Julia"                                          | Song Soo-yoon            | Han Jae-ho, Kim Seung-soo | Han Jae-ho, Kim Seung-soo, Hong Seung-hyun | 3:29      |
| 6.  | "Because" (Sungkyu solo)                         | JH                       | JH                        |                                            | 3:52      |
| 7.  | "Sigana" (kor. 시간아, ang. Time) (Woohyun solo) | J.Yoon                   | J.Yoon                    | J.Yoon                                     | 4:29      |
| 8.  | "Amazing"                                        | Song Soo-yoon            | Lee Joo-hyung             | Lee Joo-hyung                              | 3:26      |
| 9.  | "Crying" (Infinite H feat. Baby Soul)            | Pe2ny, J-sus, Musikacase | Pe2ny, J-sus, Musikacase  | Pe2ny, J-sus, Musikacase                   | 4:04      |
| 10. | "Real Story"                                     | Song Soo-yoon            | Go Nam-soo, Han Bo-ram    | Go Nam-soo, Han Bo-ram                     | 3:48 8:07 |

### Paradise
| Nr  | Tytuł                                            | Słowa                    | Kompozycja                     | Aranżacja                                       | Czas |
| --- | ------------------------------------------------ | ------------------------ | ------------------------------ | ----------------------------------------------- | ---- |
| 1.  | "Over The Top"                                   |                          | J.Yoon                         | J.Yoon                                          | 0:51 |
| 2.  | "Naekkeohaja" (kor. 내꺼하자, ang. Be Mine)      | Song Soo-yoon            | Han Jae-ho, Kim Seung-soo      | Han Jae-ho, Kim Seung-soo, Hong Seung-hyun      | 3:25 |
| 3.  | "Paradise" (kor. 파라다이스 (Paradise))          | Song Soo-yoon            | Yue, Han Jae-ho, Kim Seung-soo | Yue, Han Jae-ho, Kim Seung-soo, Hong Seung-hyun | 3:35 |
| 4.  | "Cover Girl"                                     | Song Soo-yoon            | Han Jae-ho, Kim Seung-soo      | Han Jae-ho, Kim Seung-soo, Hong Seung-hyun      | 3:16 |
| 5.  | "3 Bunui 1" (kor. 3 분의 1)                      | Song Soo-yoon            | Han Jae-ho, Kim Seung-soo      | Han Jae-ho, Kim Seung-soo, Hong Seung-hyun      | 3:22 |
| 6.  | "Tic Toc"                                        | Kim Ea-na                | J.Yoon                         | J.Yoon                                          | 3:32 |
| 7.  | "Julia"                                          | Song Soo-yoon            | Han Jae-ho, Kim Seung-soo      | Han Jae-ho, Kim Seung-soo, Hong Seung-hyun      | 3:29 |
| 8.  | "Because" (Sungkyu solo)                         | JH                       | JH                             |                                                 | 3:52 |
| 9.  | "Sigana" (kor. 시간아, ang. Time) (Woohyun solo) | J.Yoon                   | J.Yoon                         | J.Yoon                                          | 4:29 |
| 10. | "Amazing"                                        | Song Soo-yoon            | Lee Joo-hyung                  | Lee Joo-hyung                                   | 3:26 |
| 11. | "Crying" (Infinite H feat. Baby Soul)            | Pe2ny, J-sus, Musikacase | Pe2ny, J-sus, Musikacase       | Pe2ny, J-sus, Musikacase                        | 4:04 |
| 12. | "Real Story"                                     | Song Soo-yoon            | Go Nam-soo, Han Bo-ram         | Go Nam-soo, Han Bo-ram                          | 3:48 |
| 13. | "Naekkeohaja" (kor. 내꺼하자) (Remix Ver.)       | Song Soo-yoon            | Han Jae-ho, Kim Seung-soo      | Han Jae-ho, Kim Seung-soo, Hong Seung-hyun      | 3:22 |

## Notowania

### Over the Top
| Lista                          | Pozycja |
| ------------------------------ | ------- |
| Gaon Weekly Album Chart        | 2       |
| Gaon Monthly Album Chart       | 2       |
| Gaon Yearly Album Chart (2011) | 23      |

### Paradise
| Lista                          | Pozycja |
| ------------------------------ | ------- |
| Gaon Weekly Album Chart        | 1       |
| Gaon Monthly Album Chart       | 4       |
| Gaon Yearly Album Chart (2011) | 25      |